# تل ریگی کمال‌آباد
تل ریگی کمال‌آباد مربوط به دوران پیش از تاریخ ایران باستان - است و در شهرستان فیروزآباد، روستای کمال‌آباد واقع شده و این اثر در تاریخ ۲۵ اسفند ۱۳۷۹ با شمارهٔ ثبت ۳۲۶۵ به‌عنوان یکی از آثار ملی ایران به ثبت رسیده است.